# Daniel Saggiomo
Daniel Alessandro Saggiomo Mosquera (Caracas, Venezuela; 2 de julio de 1998) es un futbolista venezolano que juega como centrocampista en el Deportivo Táchira de la Primera División de Venezuela.

## Carrera

### Caracas
Saggiomo comenzó su carrera profesional desde muy joven. Debutó el 19 de noviembre de 2014, a los 16 años, en la derrota por 2-1 frente a Zamora, ingresando por Rubert Quijada a los 35 minutos del segundo tiempo.
Ya en 2015, Saggiomo logró asentarse en el primer equipo del club, disputando 15 partidos y convirtiendo su primer gol, ante Estudiantes de Mérida.
Luego de dos temporadas dónde seguía buscando la titularidad, Saggiomo logró para 2018 disputar por liga 31 partidos y, además, jugar la Copa Sudamericana.
Su mejor temporada en su país la tuvo en 2019, temporada que coincidió con la conquista del torneo para Caracas. El volante disputó 32 partidos y convirtió 6 goles.

### Lorca Deportiva
Su gran temporada hizo que viaje a Europa para convertirse en jugador del Lorca Deportiva, de la Tercera División de España. En el conjunto ibérico disputó 5 partidos en los pocos meses de estadía.

### Argentinos Juniors
En 2020, Argentinos Juniors, de la Primera División de Argentina, oficializó el refuerzo del venezolano. En el Bicho debutó el 9 de enero de 2021, ingresando a los 31 minutos del segundo tiempo por Matías Romero, en el empate 2-2 frente a Boca Juniors.

## Selección

### Selección sub-17
En 2015, Saggiomo disputó el Sudamericano Sub-17, logrando jugar tres partidos.

### Selección sub-20
Para 2017, el volante disputó con la selección sub-20 el Sudamericano. Allí disputó tres partidos.

### Selección sub-21
Un año después, Saggiomo jugó el Juegos Centroamericanos y del Caribe. En el torneo jugó 5 partidos y convirtió 2 goles.

### Selección sub-23
Saggiomo fue parte en 2020 del plantel que disputó el Preolímpico y logró jugar un total de 3 encuentros.

## Estadísticas

### Clubes
| Equipo                       | División      | Temporada     | Liga  | Liga  | Copas nacionales | Copas nacionales | Torneos internacionales | Torneos internacionales | Total | Total | Media goleadora |
| Equipo                       | División      | Temporada     | Part. | Goles | Part.            | Goles            | Part.                   | Goles                   | Part. | Goles | Media goleadora |
| ---------------------------- | ------------- | ------------- | ----- | ----- | ---------------- | ---------------- | ----------------------- | ----------------------- | ----- | ----- | --------------- |
| Caracas · Venezuela          | 1.ª           | A-2014        | 1     | 0     | -                | -                | 0                       | 0                       | 1     | 0     | 0               |
| Caracas · Venezuela          | 1.ª           | C-2015        | 1     | 0     | -                | -                | -                       | -                       | 1     | 0     | 0               |
| Caracas · Venezuela          | 1.ª           | AD-2015       | 15    | 1     | 2                | 0                | -                       | -                       | 17    | 1     | 0.06            |
| Caracas · Venezuela          | 1.ª           | A-2016        | 1     | 0     | -                | -                | 0                       | 0                       | 1     | 0     | 0               |
| Caracas · Venezuela          | 1.ª           | C-2016        | 16    | 1     | -                | -                | 0                       | 0                       | 16    | 1     | 0.06            |
| Caracas · Venezuela          | 1.ª           | A-2017        | 4     | 0     | -                | -                | -                       | -                       | 4     | 0     | 0               |
| Caracas · Venezuela          | 1.ª           | C-2017        | 6     | 0     | 2                | 0                | -                       | -                       | 8     | 0     | 0               |
| Caracas · Venezuela          | 1.ª           | A-2018        | 15    | 0     | -                | -                | 2                       | 0                       | 17    | 0     | 0               |
| Caracas · Venezuela          | 1.ª           | C-2018        | 16    | 0     | 1                | 1                | 2                       | 0                       | 19    | 1     | 0.05            |
| Caracas · Venezuela          | 1.ª           | A-2019        | 12    | 2     | -                | -                | 4                       | 0                       | 16    | 2     | 0.13            |
| Caracas · Venezuela          | 1.ª           | C-2019        | 20    | 4     | -                | -                | 2                       | 0                       | 22    | 4     | 0.18            |
| Total                        | Total         | Total         | 107   | 8     | 5                | 1                | 10                      | 0                       | 122   | 9     | 0.07            |
| Lorca Deportiva · España     | 4.ª           | 2019-20       | 5     | 0     | -                | -                | -                       | -                       | 5     | 0     | 0               |
| Total                        | Total         | Total         | 5     | 0     | -                | -                | -                       | -                       | 5     | 0     | 0               |
| Argentinos Juniors Argentina | 1.ª           | 2020          | -     | -     | 1                | 0                | -                       | -                       | 1     | 0     | 0               |
| Total                        | Total         | Total         | -     | -     | 1                | 0                | -                       | -                       | 1     | 0     | 0               |
| Total carrera                | Total carrera | Total carrera | 112   | 8     | 6                | 1                | 10                      | 0                       | 128   | 9     | 0.07            |

### Selección nacional
| Selección     | Año           | Amistosos | Amistosos | Eliminatorias | Eliminatorias | Mundial | Mundial | Copa América | Copa América | Sudamericano | Sudamericano | Mundial juvenil | Mundial juvenil | Preolímpico | Preolímpico | Juegos Olímpicos | Juegos Olímpicos | Juegos CAC | Juegos CAC | Total | Total | Media goleadora |
| Selección     | Año           | PJ        | G         | PJ            | G             | PJ      | G       | PJ           | G            | PJ           | G            | PJ              | G               | PJ          | G           | PJ               | G                | PJ         | G          | PJ    | G     | Media goleadora |
| ------------- | ------------- | --------- | --------- | ------------- | ------------- | ------- | ------- | ------------ | ------------ | ------------ | ------------ | --------------- | --------------- | ----------- | ----------- | ---------------- | ---------------- | ---------- | ---------- | ----- | ----- | --------------- |
| Sub-17        | 2015          | -         | -         | -             | -             | -       | -       | -            | -            | 3            | 0            | -               | -               | -           | -           | -                | -                | -          | -          | 3     | 0     | 0               |
| Total         | -             | -         | -         | -             | -             | -       | -       | -            | -            | 3            | 0            | -               | -               | -           | -           | -                | -                | -          | -          | 3     | 0     | 0               |
| Sub-20        | 2017          | -         | -         | -             | -             | -       | -       | -            | -            | 3            | 0            | -               | -               | -           | -           | -                | -                | -          | -          | 3     | 0     | 0               |
| Total         | -             | -         | -         | -             | -             | -       | -       | -            | -            | 3            | 0            | -               | -               | -           | -           | -                | -                | -          | -          | 3     | 0     | 0               |
| Sub-21        | 2018          | -         | -         | -             | -             | -       | -       | -            | -            | -            | -            | -               | -               | -           | -           | -                | -                | 5          | 2          | 5     | 2     | 0.4             |
| Total         | -             | -         | -         | -             | -             | -       | -       | -            | -            | -            | -            | -               | -               | -           | -           | -                | -                | 5          | 2          | 5     | 2     | 0.4             |
| Sub-23        | 2020          | -         | -         | -             | -             | -       | -       | -            | -            | -            | -            | -               | -               | 3           | 0           | -                | -                | -          | -          | 3     | 0     | 0               |
| Total         | -             | -         | -         | -             | -             | -       | -       | -            | -            | -            | -            | -               | -               | 3           | 0           | -                | -                | -          | -          | 3     | 0     | 0               |
| Total carrera | Total carrera | -         | -         | -             | -             | -       | -       | -            | -            | 6            | 0            | -               | -               | 3           | 0           | -                | -                | 5          | 2          | 14    | 2     | 0.14            |